# Köbös spline interpoláció
A köbös spline, az interpoláció egy fajtája, és az a tulajdonsága, hogy az egymást követő pontok harmadfokú polinomokkal vannak összekötve. A magasabb fok és az együtthatók olyan módon görbítik két pont között a polinomot, hogy annak végpontjai simán illeszkednek a szomszédos szakaszokon értelmezett polinomokhoz.
Az interpolációs függvény tehát az alábbi alakot veszi fel:
{\displaystyle S(x)=\left\{{\begin{matrix}S_{0}(x),\ x\in [x_{0},x_{1}]\\S_{1}(x),\ x\in [x_{1},x_{2}]\\\cdots \\S_{n-1}(x),\ x\in [x_{n-1},x_{n}]\end{matrix}}\right.}
A függvénynek pedig rendelkeznie kell az alábbi feltételekkel:
- interpolációs sajátosság, S(xi)=f(xi)
- a spline-ok illesztése, Si-1(xi) = Si(xi), i =1,...,n-1
- első és másodrendű deriváltak folytonossága, S'i-1(xi) = S'i(xi) és S''i-1(xi) = S''i(xi), i =1,...,n -1.

n köbös polinom S-be való belefoglalásába szükség van n+1 feltétel meghatározására. De az S(xi)=f(xi) egyenlet n+1 feltételt ad és ezek a feltételek a pontokon belül n+1–2=n–1 pontot eredményeznek, tehát összesen 4n ‒ 2 feltételt.
Ha az elsőrendű deriváltjait az S-nek az x0 és xk pontokban elnevezzük u-nak és v-nek, az úgynevezett kapocs spline interpoláció:
{\displaystyle S'(x_{0})=u\,\!}
{\displaystyle S'(x_{k})=v\,\!}
Esetleg a másodrendű deriváltakat egyenlővé téve 0-val:
{\displaystyle S''(x_{0})=S''(x_{n})=0\,\!}.
eredménynek a természetes köbös spline-t kapjuk.
Másik választásnak vehetjük a periodikus köbös spline-t ha
{\displaystyle S(x_{0})=S(x_{n})\,\!}
{\displaystyle S'(x_{0})=S'(x_{n})\,\!}
{\displaystyle S''(x_{0})=S''(x_{n})\,\!}
Vagy a teljes köbös spline-t ha
{\displaystyle S(x_{0})=S(x_{n})\,\!}
{\displaystyle S'(x_{0})=S'(x_{n})\,\!}
{\displaystyle S''(x_{0})=f'(x_{0}),\quad S''(x_{n})=f'(x_{n})\,\!}